# Dolomedes palmatus
Dolomedes palmatus är en spindelart som beskrevs av Zhang, Zhu och Song 2005. Dolomedes palmatus ingår i släktet Dolomedes och familjen vårdnätsspindlar. Inga underarter finns listade i Catalogue of Life.